# 장소 이름을 딴 화학 원소 목록
장소 이름을 딴 화학 원소 목록은 장소에서 직접 또는 간접적으로 이름을 따온 원소를 나열한 목록이다. 118개의 화학 원소 중 41개는 전 세계 또는 천체의 장소와 관련되거나 특별히 이름을 따왔다. 이 중 32개는 지구와 관련된 이름을 가지고 있으며, 나머지 10개는 태양계 천체와 관련이 있다. 아래 첫 번째 표들은 육상의 위치(지구 전체는 제외)를 나열하고 마지막 표는 화학 원소의 이름을 따온 천체를 나열한다.

## 육상 위치
| 위치                                                                   | 원소       | 원소 기호 | Z   | 좌표                                                                      |
| ---------------------------------------------------------------------- | ---------- | --------- | --- | ------------------------------------------------------------------------- |
| 유럽                                                                   | 유로퓸     | Eu        | 63  |                                                                           |
| 그리스의 한 지역인 마그네시아                                          | 마그네슘   | Mg        | 12  | 북위 39° 25′ 동경 22° 50′  / 북위 39.417° 동경 22.833°                    |
| 그리스의 한 지역인 마그네시아                                          | 망가니즈   | Mn        | 25  | 북위 39° 25′ 동경 22° 50′  / 북위 39.417° 동경 22.833°                    |
| 인도의 도시 벨루르(녹주석 광물을 통해 간접 명명)                       | 베릴륨     | Be        | 4   | 북위 13° 9′ 44.34″ 동경 75° 52′ 4.51″ / 북위 13.1623167° 동경 75.8679194° |
| 인도 (라틴어 indicum에서 유래한 남색을 의미해 간접 명명)               | 인듐       | In        | 49  |                                                                           |
| 키프로스                                                               | 구리       | Cu        | 29  |                                                                           |
| 프랑스 (고대 이름 갈리아)                                              | 프랑슘     | Fr        | 87  |                                                                           |
| 프랑스 (고대 이름 갈리아)                                              | 갈륨       | Ga        | 31  |                                                                           |
| 파리의 라틴어 이름인 루테티아                                          | 루테튬     | Lu        | 71  | 북위 48° 51′ 동경 2° 21′ / 북위 48.85° 동경 2.35°                         |
| 독일                                                                   | 저마늄     | Ge        | 32  |                                                                           |
| 독일의 한 주인 헤센주                                                  | 하슘       | Hs        | 108 |                                                                           |
| 독일의 도시인 다름슈타트                                               | 다름슈타튬 | Ds        | 110 | 북위 49° 50′ 동경 8° 34′  / 북위 49.833° 동경 8.567°                      |
| 라인강                                                                 | 레늄       | Re        | 75  |                                                                           |
| 스코틀랜드의 마을 스트론티안                                           | 스트론튬   | Sr        | 38  | 북위 56° 41′ 서경 5° 34′  / 북위 56.683° 서경 5.567°                      |
| 스칸디나비아                                                           | 스칸듐     | Sc        | 21  |                                                                           |
| 코펜하겐의 라틴어 이름인 하프니아                                      | 하프늄     | Hf        | 72  | 북위 55° 41′ 동경 12° 34′  / 북위 55.683° 동경 12.567°                    |
| 툴레 (아이슬란드 또는 그린란드로 추정)                                 | 툴륨       | Tm        | 69  |                                                                           |
| 스톡홀름의 라틴어 이름인 홀미아                                        | 홀뮴       | Ho        | 67  | 북위 59° 20′ 동경 18° 47′  / 북위 59.333° 동경 18.783°                    |
| 스웨덴의 마을인 위테르뷔                                               | 이트륨     | Y         | 39  | 북위 59° 25′ 35″ 동경 18° 21′ 13″ / 북위 59.42639° 동경 18.35361°         |
| 스웨덴의 마을인 위테르뷔                                               | 터븀       | Tb        | 65  | 북위 59° 25′ 35″ 동경 18° 21′ 13″ / 북위 59.42639° 동경 18.35361°         |
| 스웨덴의 마을인 위테르뷔                                               | 어븀       | Er        | 68  | 북위 59° 25′ 35″ 동경 18° 21′ 13″ / 북위 59.42639° 동경 18.35361°         |
| 스웨덴의 마을인 위테르뷔                                               | 이터븀     | Yb        | 70  | 북위 59° 25′ 35″ 동경 18° 21′ 13″ / 북위 59.42639° 동경 18.35361°         |
| 폴란드                                                                 | 폴로늄     | Po        | 84  |                                                                           |
| 러시아의 라틴어 이름인 루테니아                                        | 루테늄     | Ru        | 44  |                                                                           |
| 러시아 모스크바                                                        | 모스코븀   | Mc        | 115 | 북위 55° 42′ 동경 36° 58′  / 북위 55.700° 동경 36.967°                    |
| 러시아의 도시 두브나                                                   | 더브늄     | Db        | 105 | 북위 56° 44′ 동경 37° 10′  / 북위 56.733° 동경 37.167°                    |
| 아메리카 (일부 출처는 미국을 특별히 언급)                              | 아메리슘   | Am        | 95  |                                                                           |
| 미국의 주인 캘리포니아주                                               | 캘리포늄   | Cf        | 98  |                                                                           |
| 미국의 도시 버클리                                                     | 버클륨     | Bk        | 97  | 북위 37° 52′ 서경 122° 16′  / 북위 37.867° 서경 122.267°                  |
| 미국 로렌스 리버모어 국립연구소 (로버트 리버모어의 이름을 따서 붙여짐) | 리버모륨   | Lv        | 116 | 북위 37° 41′ 서경 121° 43′  / 북위 37.683° 서경 121.717°                  |
| 미국의 주인 테네시주                                                   | 테네신     | Ts        | 117 |                                                                           |
| 일본 (니혼)                                                            | 니호늄     | Nh        | 113 |                                                                           |

## 천체
| 위치            | 원소     | 원소 기호 | Z  |
| --------------- | -------- | --------- | -- |
| 태양            | 헬륨     | He        | 2  |
| 수성*           | 수은*    | Hg        | 80 |
| 금성**          | 인**     | P         | 15 |
| 달              | 셀레늄   | Se        | 34 |
| 팔라스 (소행성) | 팔라듐   | Pd        | 46 |
| 지구            | 텔루륨   | Te        | 52 |
| 세레스 (왜행성) | 세륨     | Ce        | 58 |
| 천왕성          | 우라늄   | U         | 92 |
| 해왕성          | 넵투늄   | Np        | 93 |
| 명왕성 (왜행성) | 플루토늄 | Pu        | 94 |

* - 원소 수은은 직접적으로 신의 이름을 따왔으며, 행성과는 간접적으로만 이름이 연결된다(수은의 어원 참고).

** - 인은 행성 금성의 고대 그리스 이름이었다(인의 어원 참고).

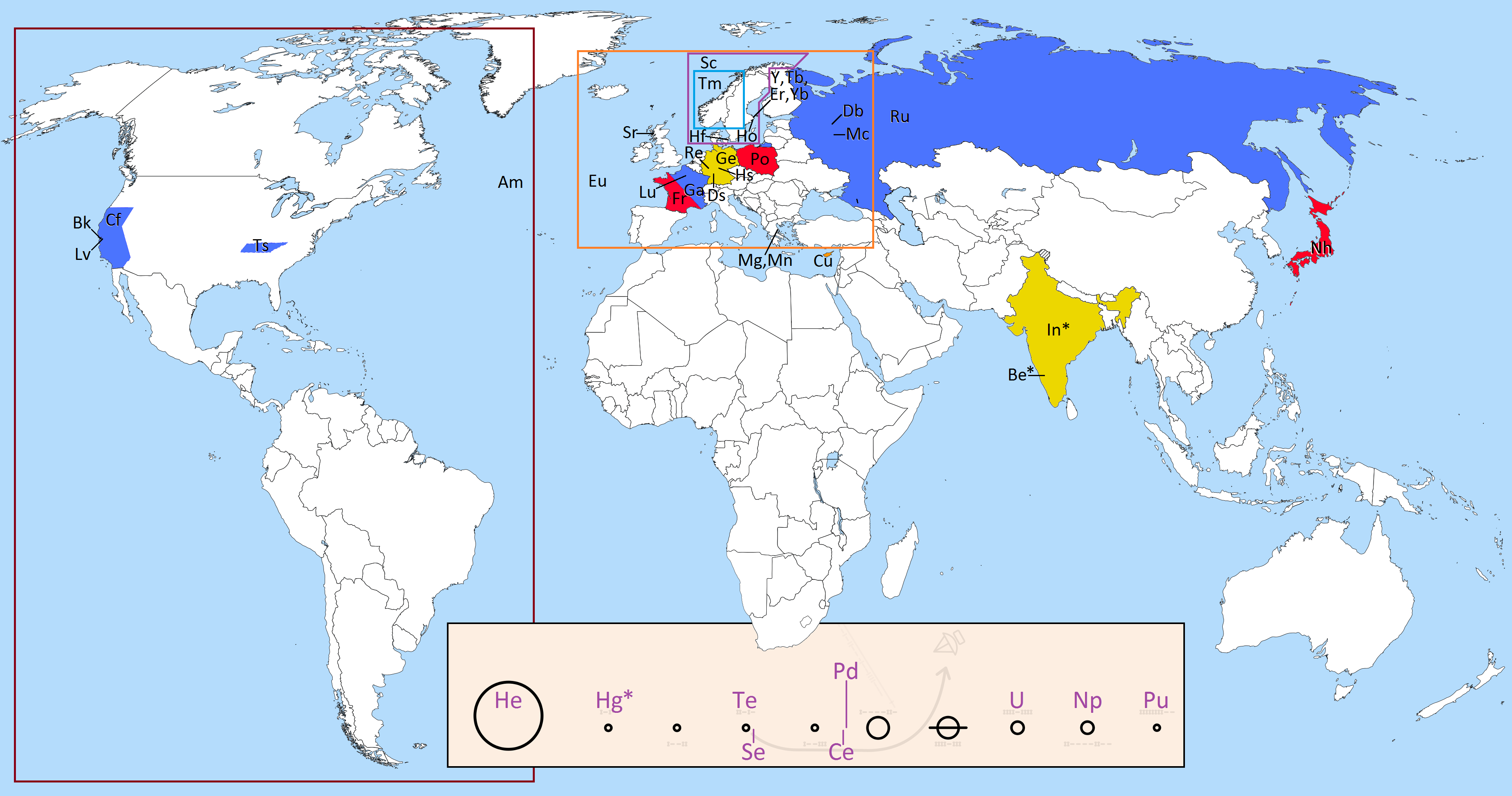
41개 원소는 장소와 관련된 이름을 가지고 있으며, 이 중 32개는 지구상 전 세계(행성 전체는 제외)에서 발견되고, 9개는 태양계 천체에서 발견된다. 이름을 딴 원소가 있는 나라는 색깔로 표시되어 있으며, 미국의 주도 마찬가지이다. 더 작은 위치는 선으로 표시되거나 더 큰 위치는 둘러싸여 있다. 하단 삽입 그림은 우주 다이어그램이다. 태양, 달, 행성의 절반, 두 개의 소행성, 명왕성은 원소 이름과 연결된 9개이다. 나머지 절반의 행성(금성, 화성, 목성, 토성)은 어떤 연결점도 없다. 수성과의 연결은 간접적인 것이다. 베릴륨과 인과 인도와의 연결도 마찬가지로 간접적이다. (삽입 그래픽은 파이어니어 금속판에서 각색되었다.)

## 같이 보기
- 사람 이름을 딴 화학 원소 목록
- 화학 원소 이름 어원 목록